# Martín, el hombre y la leyenda
Martín, el hombre y la leyenda es una miniserie biográfica chilena creada y escrita por Rodrigo Cuevas basada en la vida del boxeador chileno Martín Vargas. La serie consta de 4 episodios y se estrenó entre 7 al 10 de mayo de 2018 por Mega. Está protagonizada por Gastón Salgado como el personaje principal.

## Trama
La serie ahonda en los detalles conocidos y desconocidos de la vida del boxeador Martín Vargas, quien disputó cuatro veces el título mundial de Peso Mosca entre 1977 y 1980, y gozó de una fama pocas veces vista en el país, mostrando sus humildes comienzos en Osorno hasta su salto a la fama. Además, su íntima y compleja relación con su esposa Mireya Inostroza, sus famosas peleas por el título mundial que paralizaron a todo el país en medio de la Dictadura Militar, la difícil relación con su mánager Lucio Hernández, su caída total y su subsiguiente redención en los años 90.

## Elenco
- Gastón Salgado como Martín Vargas
- Alfredo Castro como Lucio Hernández
- Francisca Lewin como Mireya Inostroza
- Otilio Castro como Juan Peralta
- Alejandro Goic como Edgardo Valdebenito
- Lucas Bolvarán como Martín Adolfo Vargas
- Mario Horton como Fernando Páez

## Episodios
| N.º | Título       | Dirigido por        | Escrito por    | Fecha de lanzamiento original |
| --- | ------------ | ------------------- | -------------- | ----------------------------- |
| 1   | «Episodio 1» | Juan Francisco Olea | Rodrigo Cuevas | 7 de mayo de 2018             |
| 2   | «Episodio 2» | Juan Francisco Olea | Rodrigo Cuevas | 8 de mayo de 2018             |
| 3   | «Episodio 3» | Juan Francisco Olea | Rodrigo Cuevas | 9 de mayo de 2018             |
| 4   | «Episodio 4» | Juan Francisco Olea | Rodrigo Cuevas | 10 de mayo de 2018            |